# Felszabadulás dala
A Felszabadulás dala a Rákosi-diktatúrában íródott mozgalmi dal, amely április 4-ét, Magyarországnak a szovjet hadsereg általi felszabadítása napját dicsőíti. Szerzője Rossa Ernő zenepedagógus (szöveg és zene).
A dal nemzetközi azonosítója T-007.127.129-8 (Előadó: A Magyar Rádió és Televízió Szimfonikus Zenekar és gyermekkar)

## Szöveg
| Eredeti magyarul |
| --- |
| Indulj az útra és vissza ne nézz! Múltad a fájó bús ezer év. Rád ragyog végre a fényteli nap. Boldogan, vígan mondd hát a dalt! Refrén: Április négyről szóljon az ének, Felszabadulva zengje a nép. Érc torkok harsogva zúgják a szélnek Felszabadítók hősi nevét! Dörgött az ágyú és zúgott a gép! Vérzett a föld és zengett az ég. Győzött a szovjetek hős serege. Századok könnyét így mosta le. Refrén |